# 치스파다나 공화국
치스파다나 공화국(이탈리아어: Repubblica Cispadana, 영어: Cispadane Republic)은 1796년부터 1797년까지 이탈리아 북쪽 지방에 존재했던 프랑스 제1공화국의 괴뢰 정권이었다.
치스파다나 공화국은 1796년 10월 16일 모데나, 볼로냐, 페라라, 레조 에밀리아 네 지역의 대표들이 모데나에서 열린 회의를 계기로 성립되었는데, 이 회의는 나폴레옹 보나파르트에 의해 비공식적으로 조직된 회의였으며, 그가 이끄는 프랑스군이 이탈리아 북쪽 지방을 연초에 횡단하는 것, 이탈리아의 상황을 안정시키는 것과 오스트리아 공격에 필요한 새로운 군대를 조직하는 것에 대한 논의가 있었다.
한편 의회는 모데나, 볼로냐, 페라라, 레조 에밀리아 네 지역을 치스파다나 연방(Confederazione Cispadana)이라는 하나의 국가로 합병하기로 결정했으며, 그 외의 지역에 거주하고 있던 이탈리아인들에게 이 지역에 가입할 것을 권유했다. 또한 말을 탄 사냥꾼과 대포로 구성된 시민 경비대도 보유하고 있었다.
레조 에밀리아는 1797년 1월 7일에 열린 회의에서 정부 수립을 선언했으며, 빨간색, 하얀색, 초록색 세 가지 색의 가로 줄무늬 바탕 가운데에 문장이 그려진 기를 채택했는데, 문장 중앙에는 화살통과 전승 기념물 그리고 치스파다나 공화국을 구성했던 네 개의 주를 뜻하는 네 개의 화살이 그려져 있으며, 문장 양쪽을 올리브 가지가 감싸고 있는 형태의 문장이 그려져 있었다.
치스파다나 공화국은 1797년 7월 9일 트란스파다나 공화국에 합병되면서 치살피나 공화국이 되었다.